# Beny Rehmann
Beny Rehmann (* 11. September 1936 in Kaisten; † 19. Dezember 2014 in Aarau) war ein Schweizer Trompeter und Bandleader aus Kaisten im Kanton Aargau.

## Leben

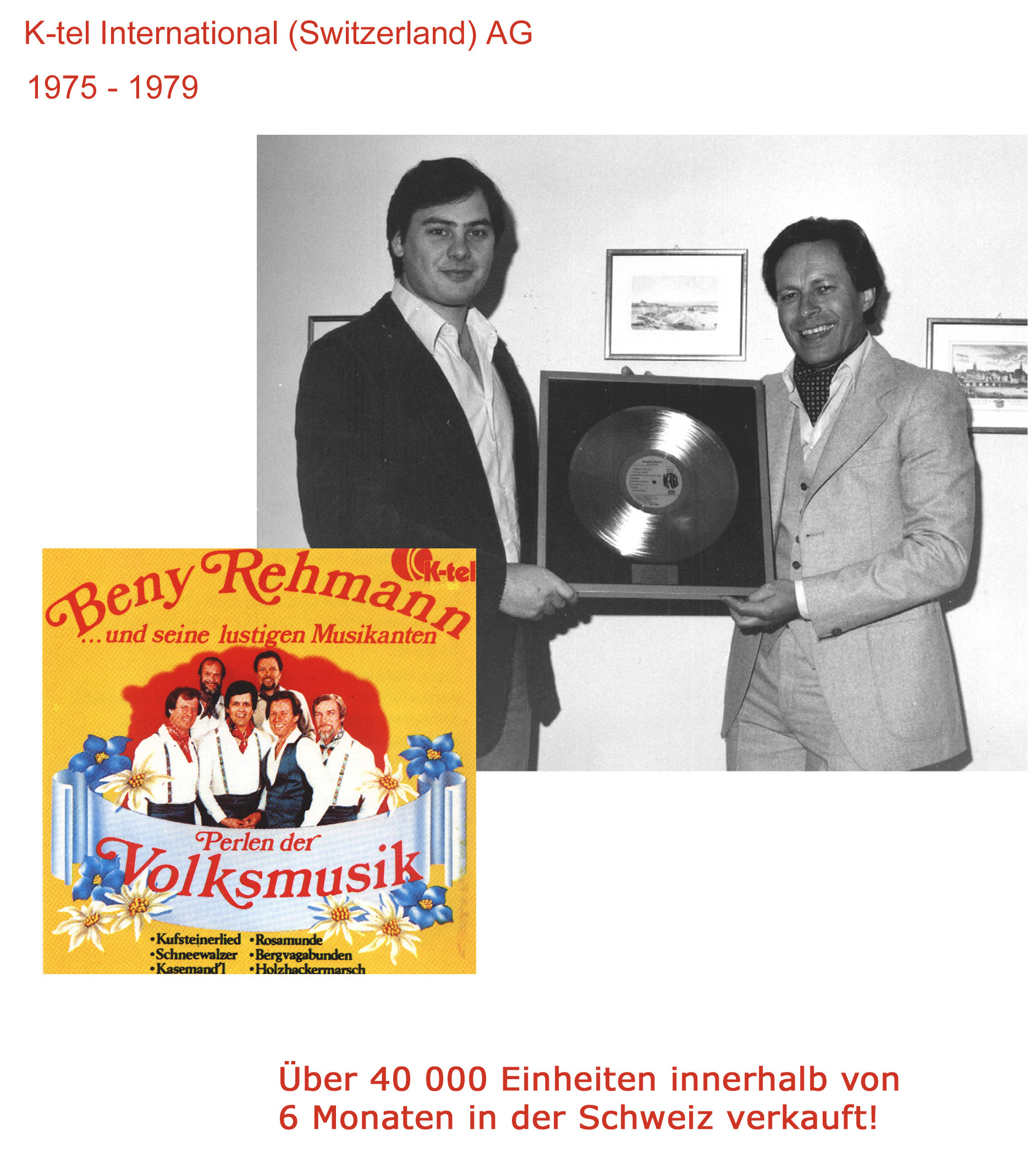
Goldene Perlen der Volksmusik

Nach anfänglichen Versuchen mit einem Akkordeon wechselte Rehmann in seinem 16. Altersjahr zur Trompete. Der gelernte Carrosseriespengler gründete 1963 mit drei Mitspielern seine erste Formation. Obwohl Rehmann aus dem aargauischen Bezirk Laufenburg stammt, hiess das Quartett Die lustigen Tiroler Musikanten. Ein Jahr später gründete er sein Orchester, das grösstenteils den Oberkrainerstil pflegte und jeweils fünf bis sechs Mann zählte. Sie traten als Beny Rehmann Quintett, Beny Rehmann Sextett und zuletzt als Beny Rehmann Showorchester auf und erzielten in Europa und teils in Übersee grosse Erfolge. Die Musikstücke – allen voran der Evergreen «Schiffsfeger-Polka» – wurden mehrheitlich vom Bandleader selbst komponiert. Zahlreiche Titel enthalten Liedtexte, teils auf Schweizerdeutsch.

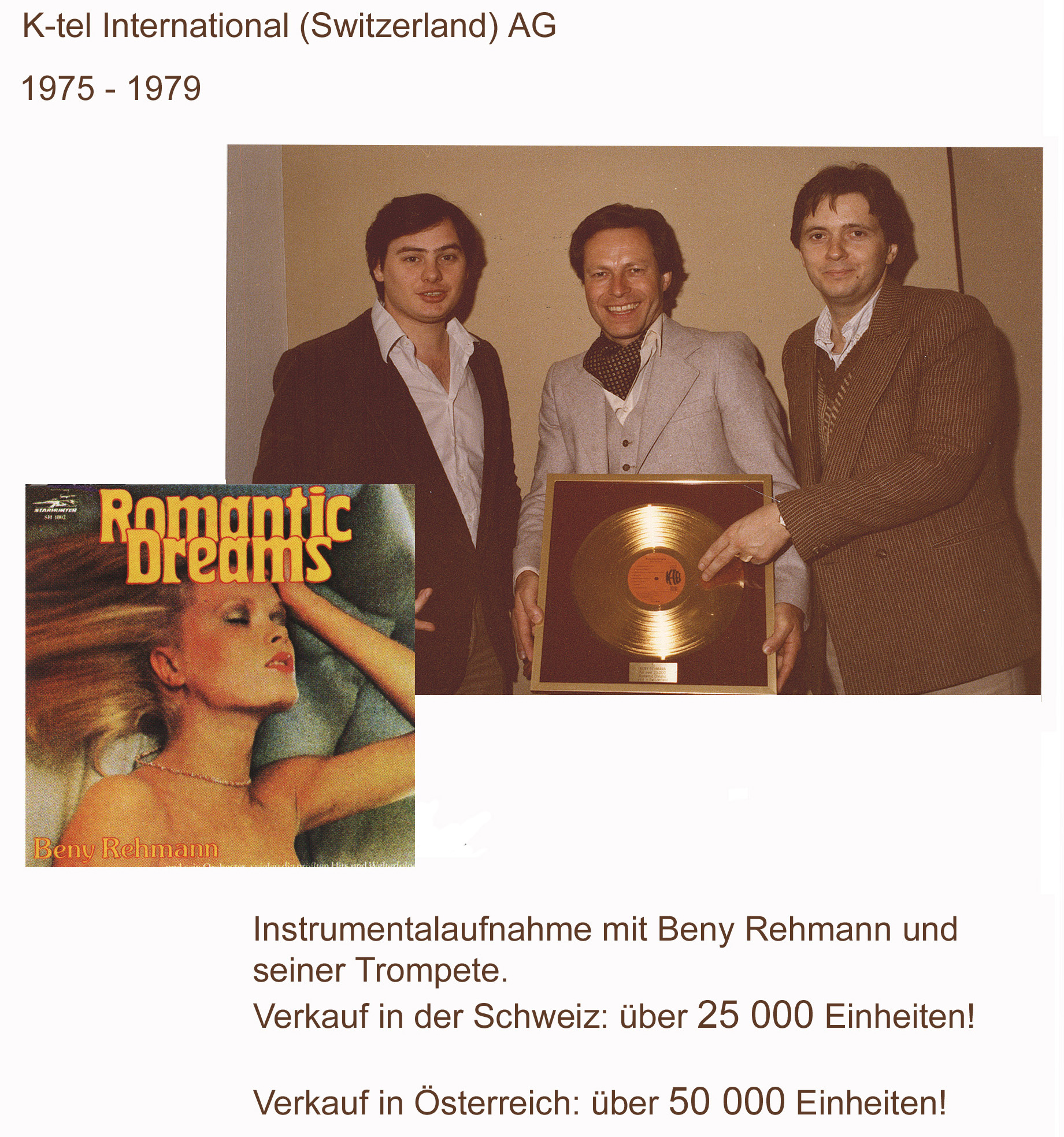
Vito Cordani, Wolfgang Simon, Beny Rehmann

1979 wurde der damals noch unbekannte Beny Rehmann von Vito Cordani, Geschäftsführer der K-tel International Schweiz und Italien, für das Projekt mit dem Titel «Perlen der Volksmusik» engagiert. Die von K-tel produzierten Aufnahmen, mit einer kostenintensiven Fernsehkampagne der K-tel Int. AG massiv unterstützt, verhalfen "Beny Rehmann und seinen lustigen Musikanten" zum ersten Mal in die Schweizer Hitparade. Mit über 40'000 in der Schweiz verkauften Einheiten konnte Beny Rehmann seine erste Goldene Schallplatte entgegennehmen.
Auf «Perlen der Volksmusik» folgte «Romantic Dreams», das zweite Projekt von Vito Cordani mit Beny Rehmann. Gleichzeitig war es das erste Trompetenkonzept mit von Rehmann ausgesuchten Titeln wie «Strangers in the Night», «El cóndor pasa» oder der Filmmelodie zu Doktor Schiwago. Davon wurden in der ganzen Schweiz 25'000 Tonträger (LP und MC) verkauft. Die anschliessend von Wolfgang Simon, Geschäftsführer der K-tel GmbH in Wien, auch in Österreich mit Fernsehwerbung veröffentlichte «Romantic Dreams» erreichte weitere 50'000 verkaufte Tonträger. Damit konnte Beny Rehmann, neben der Goldenen LP für die Schweiz, seinen ersten internationalen Erfolg mit einer Goldenen LP aus Österreich krönen.
Weitere von K-tel mit Fernsehspots beworbene Veröffentlichungen folgten, wie etwa 1980 «Filmfestival» (Trompete) und 1981 «Stimmungsparade» (Beny Rehmann Quintett). Mit ihnen setzte Beny Rehmann seine internationale Karriere fort. Darüber hinaus wurde das Album Liebe auf den ersten Blick 1989 mit einer Goldenen Schallplatte in der Schweiz ausgezeichnet.
Rehmanns wohl bedeutendster Mitspieler war der aus dem Emmental stammende Hans Bracher, der sich Housi nennt. 1993 gaben die sechs Musikanten ihr Abschiedskonzert. Seither trat Beny Rehmann als Trompetensolist auf. Er lebte in Strengelbach im aargauischen Bezirk Zofingen.
Ende 2014 musste sich Rehmann einer Unterschenkelamputation unterziehen. Er litt seit Jahren an Durchblutungsstörungen. Am 19. Dezember 2014 verstarb Beny Rehmann in einem Spital im Kanton Aargau 78-jährig.

## Auszeichnungen
- Ehren-Prix Walo 2011[3]